# Comuna Nova Mîhailivka, Reșetîlivka
Nova Mîhailivka (în ucraineană Нова Михайлівка) este o comună în raionul Reșetîlivka, regiunea Poltava, Ucraina, formată din satele Molodîkivșciîna, Nova Mîhailivka (reședința), Potereaikî și Șarlaii.

## Demografie
Componența lingvistică a comunei Nova Mîhailivka
     Ucraineană (93,33%)
     Română (4,15%)
     Rusă (2,39%)
     Alte limbi (0,13%)
Conform recensământului din 2001, majoritatea populației comunei Nova Mîhailivka era vorbitoare de ucraineană (93,33%), existând în minoritate și vorbitori de română (4,15%) și rusă (2,39%).